# Daguet Rapide
Daguet Rapide, född 15 april 2000, är en italiensk varmblodig travhäst. Han tränades under sin tävlingskarriär av Maurizio Grosso och därefter av Jean-Pierre Dubois. Daguet Rapide tävlade mellan 2002 och 2006 och sprang in 12 651 189 kronor på 32 starter, varav 19 segrar, 2 andraplatser och 1 tredjeplats. I juni 2008 kidnappades han mystiskt från stallet.

## Karriär
Daguet Rapide föddes den 15 april 2000 och tävlade mellan 2002 och 2006. Under treåringssäsongen segrade han bland annat i de italienska storloppen Derby italiano di trotto, Gran Premio Carlo Marangoni, Gran Premio Nazionale och Gran Premio Tito Giovanardi. Under fyråringssäsongen startade han även bland annat i Frankrike och Sverige. Han vann under säsongen bland annat Prix de Milan, Prix Phaeton, Gran Premio Continentale, Gran Premio d'Europa, Gran Premio Tino Triossi, Fyraåringseliten och Grand Prix l'UET. Han kom även på tredje plats i Prix René Ballière.
Han blev även inbjuden till 2005 års upplaga av Elitloppet på Solvalla, men tackade senare nej till att delta.
Hans tävlingskarriär stoppades sedan av skador. Han har efter tävlingskarriärens slut varit verksam som avelshingst i Bologna i Italien, och blev mycket populär både i Europa och i USA.

## Kidnappningen
Natten mot den 17 juni 2008 blev Daguet Rapide kidnappad från sitt stuteri utanför Bologna. Stuteriägaren Marco Folli misstänkte omgående att hästen blivit kidnappad eftersom det hänt tidigare i Italien. Man misstänkte tidigt att den italienska maffian låg bakom kidnappningen. Enligt italiensk polis hade kidnapparna troligen drogat flera vakthundar på gården och även tagit sig igenom elektriskt styrda grindar. Daguet Rapides avelsvärde var vid bortförandet mellan 20 och 30 miljoner kronor.
Lördagen den 4 juli 2009 hittades Daguet Rapide gående på en strand i den syditalienska kustorten Licola Pozzuoli. Han transporterades tillbaka till Bologna, där beväpnade vakter vakade utanför stalldörrarna dygnet runt. Troligen krävde kidnapparna en lösensumma för att lämna tillbaka honom, men om några pengar betalats ut är oklart.